# Нимфидий Сабин
Гай Нимфидий Сабин (на латински: Gaius Nymphidius Sabinus; * ок. 35, Рим; † 68, Рим) е политик на Римската империя през 1 век.
Той е син на освободената робиня Нимфидия (Nymphidia) и гладиатора Мартиан. Майка му е дъщеря на Гай Юлий Калист (освободен роб от домакинството на Калигула). Тя била любовница на Калигула. По-късно той се представя като син на император Калигула.
Сабин става през 65 г. преториански префект. След разкриването на заговора на Гай Калпурний Пизон (пизонски заговор), император Нерон му дава консулските отличителни знаци. По време на престоя на Нерон в Гърция (67/68) той ръководи управлението заедно с Тигелин, който е преториански префект от 62 г. Когато забелязва залеза на Нерон, той предава императора и Тигелин. Стреми се да се свърже с Галба, който не му дава обещаните пари (Donativum). Опитва се сам да се провъзгласи за император през 68 г. и поръчва за тази цел реч от бившия консул Кингоний Варон, за което двамата са убити от преторианците.